# Lapporten
La Lapporten ou la Tjuonavagge est une vallée en auge située dans le nord de la Suède, en Laponie, au sud-est du parc national d'Abisko. Elle est flanquée de deux montagnes parmi les plus hautes en Suède : Tjunatjåkka (1 554 m) au nord-est et Nissotjårro (1 738 m) au sud-ouest. Au milieu de la vallée se trouve le lac Čuonjájávri, à 950 mètres au-dessus du niveau de la mer.

## Toponymie
Lapporten est un toponyme suédois signifiant littéralement en français « la Porte laponne ».
Tjuonavagge en suédois ou Čuonjávággi en same du Nord signifient tous deux en français « la Vallée de l'Oie ».
En français, elle est parfois appelée « porte de Laponie ».

## Tourisme
Il n'y a pas de sentier balisé, mais la marche se fait aisément. Avec sa forme en « U » caractéristique, la Lapporten est l'un des paysages les plus photographiés en Laponie.